# Painted Stone Portage
Painted Stone Portage ist ein Portage an der Wasserscheide zwischen den Entwässerungsbecken des Nelson und Hayes Rivers in der kanadischen Provinz Manitoba. Mit nur etwa 10 Metern zwischen dem Hayes und dem Echimamish River ist sie wahrscheinlich die kürzeste Portage zwischen zwei Entwässerungsbecken überhaupt.
Die Portage wurde bis zum 19. Jahrhundert von der Hudson’s Bay Company für Fellhandelsexpeditionen von der York Factory aus in das kanadische Inland benutzt. Zwischen den 1820er Jahren und den 1840er Jahren lag die Portage auch auf der Strecke des York Factory Express, einer Fernhandelsroute der Hudson’s Bay Company zwischen der York Factory an der Hudson Bay und dem Fort Vancouver im Columbia District.